# Alexe Dumitru
Pour les articles homonymes, voir Dumitru.
Alexe Dumitru (né le 21 mars 1935 à Mahmudia, Județ de Tulcea et mort le 17 mai 1971) est un céiste roumain pratiquant la course en ligne.
Il est champion olympique, champion du monde et champion d'Europe de sa discipline.

## Biographie
Alexe Dumitru fait partie de plusieurs jeunes repérés et recrutés par le céiste et entraîneur-adjoint de la section canoë-kayak du Dinamo Bucarest, Simion Ismailciuc. Ce dernier, persuadé de ne pas pouvoir rivaliser avec Leon Rotman dans les épreuves de canoë monoplace s'oriente donc vers les courses biplace et choisit Alexe Dumitru comme coéquipier.
L'équipage Dumitru/Ismailciuc est sélectionné pour deux olympiades consécutives, en 1956 et 1960. Aux Jeux olympiques d'été de Melbourne, il remporte la médaille d'or du canoë biplace (C-2) 1 000 m, devançant d'un peu plus d'une seconde les soviétiques Pavel Kharin/
Gratsian Botev. Dans l'épreuve canoë C-2 10 000 m, il termine à la 5e place.
Quatre ans plus tard, aux Jeux olympiques d'été de Rome, l'équipage s'aligne dans l'épreuve de canoë C-2 1 000 m et échoue au pied du podium, à un peu moins d'une seconde et demie de la 3e place prise par les Hongrois Imre Farkas/András Törő.
Aux championnats du monde de 1958, à Prague, toujours associé à son équipier Simion Ismailciu, Alexe Dumitru s'octroie le titre de champion du monde de canoë C-2 1 000 m.

## Palmarès

### Jeux olympiques
| Éditions       | Épreuves    | Épreuves     |
| Éditions       | C-2 1 000 m | C-2 10 000 m |
| Melbourne 1956 | Or          | 5e           |
| Rome 1960      | 4e          | -            |

### Championnats du monde
| Édition     | Épreuve     |
| Édition     | C-2 1 000 m |
| Prague 1958 | Or          |

### Championnats d'Europe
| Éditions       | Épreuves    | Épreuves     |
| Éditions       | C-2 1 000 m | C-2 10 000 m |
| Gand 1957      | Argent      | Or           |
| Duisbourg 1959 | Bronze      | -            |